# Rassucha (stacja kolejowa)
Rassucha (ros. Рассуха) – stacja kolejowa w miejscowości Rassucha, w rejonie unieckim, w obwodzie briańskim, w Rosji. Położona jest na linii Briańsk - Homel.

## Historia
Stacja powstała w XIX w. na poleskiej drodze żelaznej, pomiędzy stacjami Koroboniczi i Żudiłowo.